# Михайловка (Снигирёвский район)
Михайловка (укр. Михайлівка) — село в Снигирёвском районе Николаевской области Украины.
Население по переписи 2001 года составляло 179 человек. Почтовый индекс — 57375. Телефонный код — 5162.

## Местный совет
57375, Николаевская обл., Снигирёвский р-н, с. Александровка, ул. Советская